# Ring wiedeński

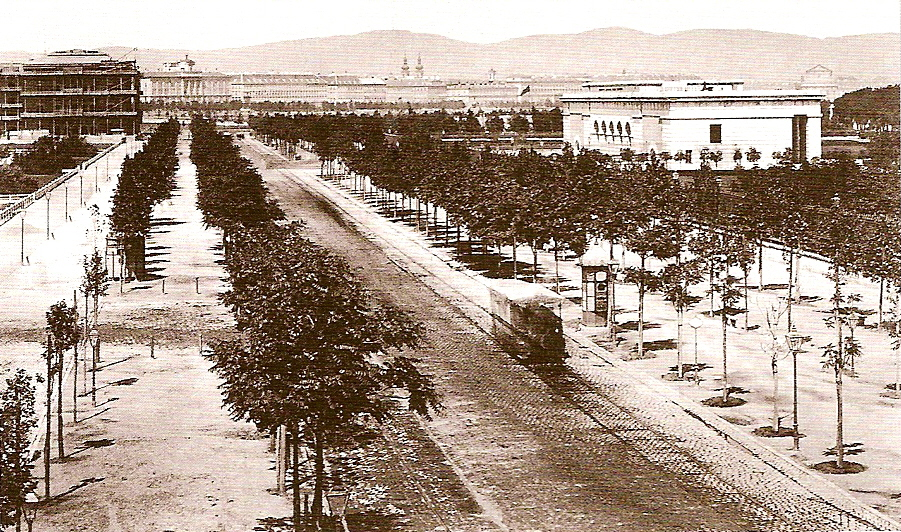
Burgring w 1872 roku - po prawej stronie Burgtor, po lewej budowane Muzeum Historii Naturalnej

Ring (niem. Ringstraße) – okazały bulwar w centrum Wiednia, powstały w latach 1860–1890; jedna z najbardziej reprezentacyjnych ulic stolicy Austrii. Jej długość wynosi 5,2 km.

## Historia
Do XIX w. Wiedeń dusił się w ciasnej przestrzeni ograniczonej murami miejskimi. Po Wiośnie Ludów postanowiono mury zburzyć, aby nigdy więcej nie mogły się one stać miejscem oporu mieszkańców wobec Habsburgów (w 1848 r. mury odegrały ważną rolę podczas walk między wojskami rządowymi a rewolucjonistami). Z dawnej zabudowy praktycznie nic nie zostało, z wyjątkiem Burgtor – bramy pałacowej, której obecny wygląd pochodzi z lat 20. XIX w.

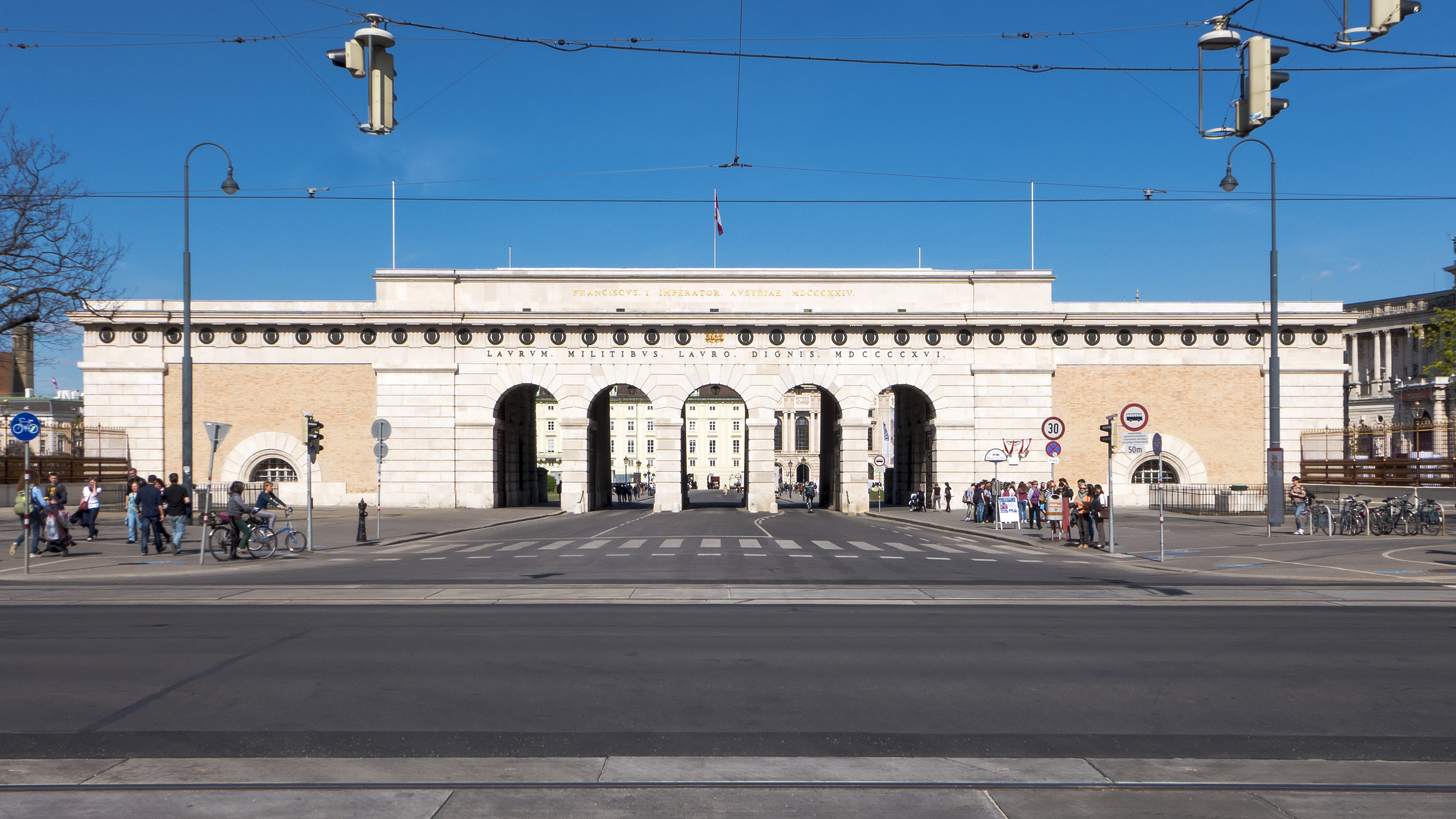
Burgtor

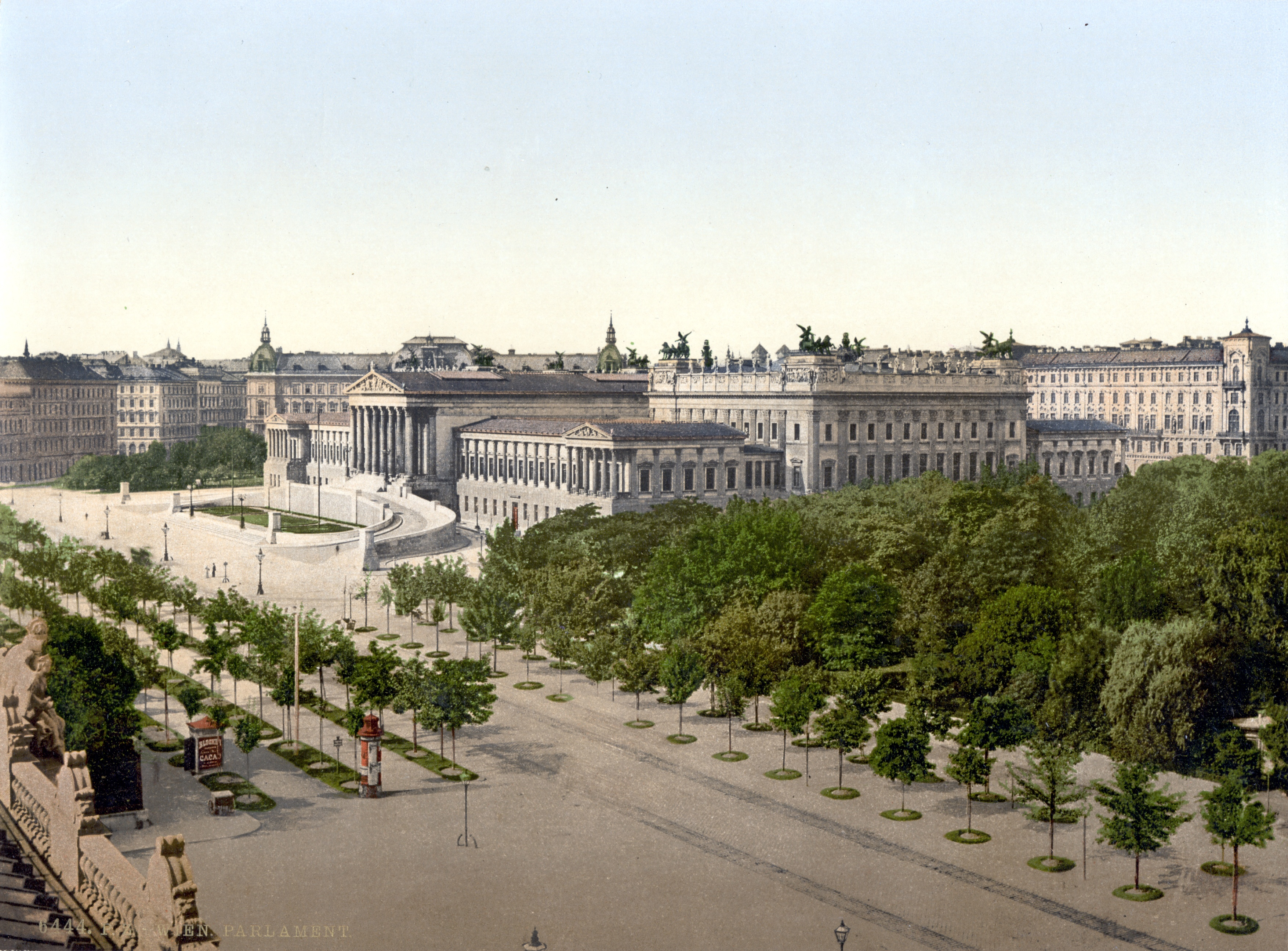
Austriacka Rada Państwa, pocztówka z 1910 roku

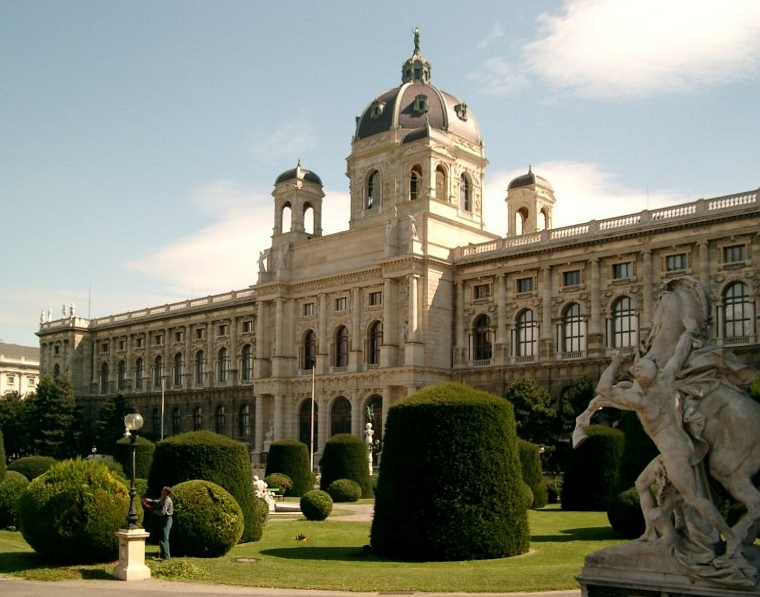
Muzeum Historii Sztuki

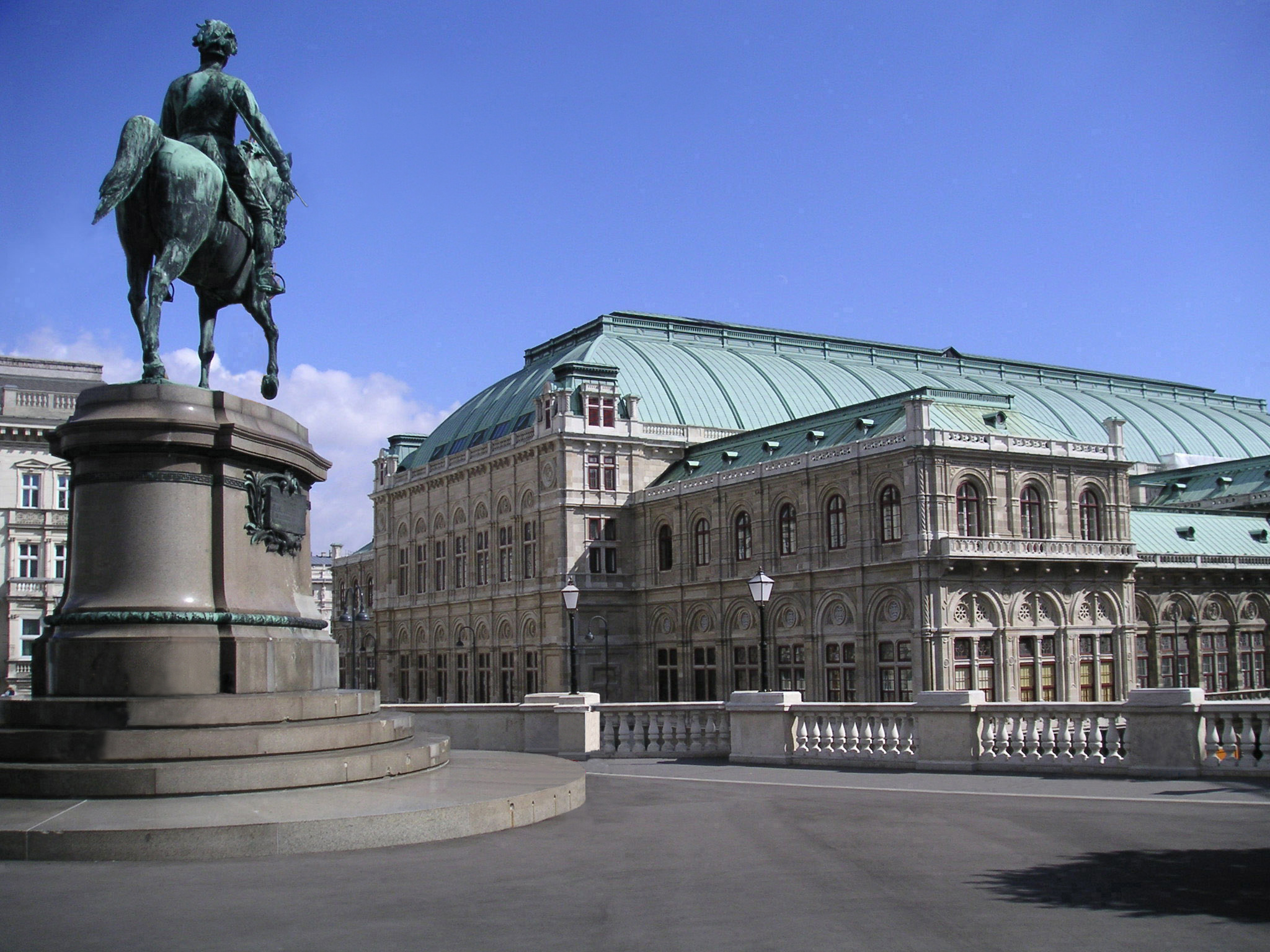
Opera - widok z Albertiny

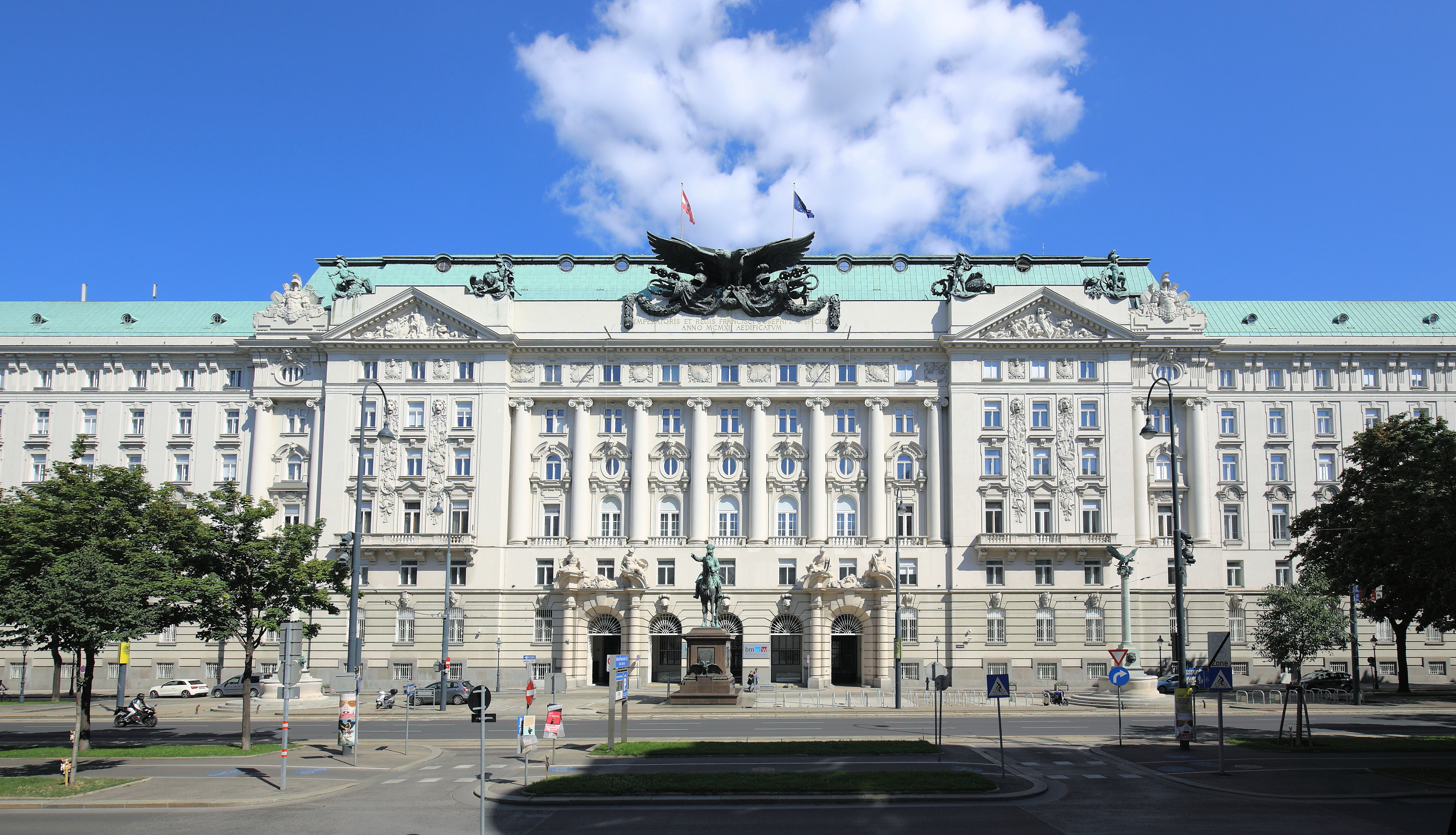
Dawne Ministerstwo Wojny

Cesarz Franciszek Józef I w miejscu rozbieranych murów nakazał budowę reprezentacyjnej alei, okrążającej od południa Innere Stadt. Jest to właściwie jeden wielki pomnik tego monarchy, któremu stolica Austrii zawdzięcza dzisiejszy wygląd. Większość budynków wybudowana jest w stylu historycznym.
Jako pierwszy na Ringu (jeszcze przed wyburzeniem murów) powstał Kościół Wotywny – Votivkirche – podziękowanie za uratowanie życia cesarzowi podczas zamachu, do którego doszło w 1853 w pobliżu tego miejsca.
Inne znane budynki przy bulwarze:
- Nowy Ratusz – Rathaus – z 1884 r., wzorowany na ratuszu w Brukseli,
- Parlament – dawna Rada Państwa (Reichratsgebäude), gdzie w 1918 r. na gruzach Imperium Habsburgów proklamowano republikę,
- Uniwersytet Wiedeński – z lat 1873–1894,
- Teatr Zamkowy – Burgtheater, kiedyś k.u.k. Hofburgtheater, z 1880 r.,
- Ringtheater – z lat 1872–1874, nieistniejący obecnie, spłonął w 1881 r.,
- Muzeum Historii Sztuki – Kunsthistorisches Museum z lat 1872–1891 oraz Muzeum Historii Naturalnej – Naturhistorisches Museum z lat 1871–1889 (dawniej Kunsthistorisches Hofmuseum und Naturhistorisches Hofmuseum); dwa bliźniacze budynki w stylu włoskiego renesansu,
- MuseumsQuartier – dawne stajnie cesarskie, zaadaptowane w latach 1998–2001 na dzielnicę sztuki, są jednym z największych tego typu kompleksów na świecie. Łączy w sobie styl postmodernistyczny z architekturą barokową,
- Staatsoper (Wiedeńska Opera Państwowa) – z 1869 r., pierwszy tego typu budynek przy Ringu,
- Giełda – Börse – z lat 70. XIX w.,
- dawne Ministerstwo Wojny – Kriegsministerium – wybudowane na polecenie i pod kierunkiem arcyksięcia Franciszka Ferdynanda.

W czasie II wojny światowej niektóre budynki zostały mocno zniszczone, jednak wszystkie dokładnie zrekonstruowano.
Po wojnie, w latach 50., wybudowano Ringturm – wieżowiec należący do firmy ubezpieczeniowej.
Wiedeński Ring jest jednym z symboli miasta. W ciągu dnia mkną po nim tysiące samochodów, w nocy, pięknie oświetlony, zachęca do spacerów.

## Nazwy poszczególnych części Ringu i ich zmiany w przeciągu lat
Ze wschodu na zachód:
- Stubenring – od Stubentor i Stubenbastei, dawnej bramy i baszty w murach miejskich.
- Parkring – w latach 1910–1919 Kaiser Wilhelm-Ring (uhonorowano cesarza niemieckiego Wilhelma II); najstarsza i obecna nazwa pochodzi od pobliskiego Stadtparku, największego parku miejskiego Wiednia.
- Schubert Ring – do 1928 r. Kolowratring – od znajdującego się tam pałacu Kolowrat; dzisiejsza nazwa od Franza Schuberta, kompozytora austriackiego.
- Kärtner Ring – od Kärtnertor i Kärtnerbastei; w latach 1917–1919 Kaiserin Zita-Ring.
- Opernring – przebiega obok wiedeńskiej opery; w latach 1917–1919 Kaiser Karl-Ring.
- Burgring – od pobliskiego Hofburga; do 1940 r. Dr. Ignaz Seipel-Ring (upamiętniono austriackiego kanclerza i profesora teologii Uniwersytetu Wiedeńskiego); w latach 1940–1945 Josef Bürckel-Ring (od nazistowskiego urzędnika, odpowiedzialnego m.in. za deportację Żydów, który pełnił też funkcję gauleitera Wiednia).
- Dr. Karl Renner Ring – od pierwszego kanclerza republiki. Część nazywała się w przeszłości Mölkerring – od Mölker Bastei, dawnej baszty murów miejskich, i Mölkertor, bramy miejskiej; następnie do 1919 r. Franzensring – od imion monarchów z dynastii Habsburgów; w latach 1919–1934 Ring des 12. November – od daty ustanowienia w Austrii republiki. Pozostała część należała do Burgring – w obecnej formie dopiero od zakończenia II wojny światowej.
- Universitätsring – w latach 1934–2012 pod nazwą Dr.-Karl-Lueger-Ring – od nazwiska zasłużonego, ale i kontrowersyjnego (z racji swojego antysemityzmu) burmistrza Wiednia na przełomie XIX i XX w.[1]; w przeszłości część Mölkerring.
- Schottenring – od Schottenbastei i Schottentor w danych murach miejskich.